# Сокол (група)
Вижте пояснителната страница за други значения на Сокол.
Сокол е съветска рок група. Създадена е в края на 1964 г. от китариста Юрий Ермаков и мениджъра Юрий Айзеншпис.

## История
Първоначално изпълняват кавър версии на известни западни изпълнители като Елвис Пресли и Бийтълс. Първата им изява е на 6 октомври 1964 г. в кафене „Експромт“. На следващата година е записвана първата руска рок песен – „Где тот край“. Друга популярна песен става „Солнце над нами“, която се превръща в химн на московските хипита. От 1966 г. групата работи в Тулската филхармония, но я напуска в края на 1967 г.. През 1968 г. записват саундтрак към филма Фильм, фильм, фильм. В края на 1969 г. мениджърът на групата Юрий Айзеншпис е арестуван и осъден на 10 години затвор, а малко след това групата се разпада.